# Ivo Lozančić
Ivo Lozančić (Donja Ozimica, Žepče, 2. siječnja 1957. – cesta M17 kod Zenice, 17. studenoga 2007.), hrvatski političar iz BiH, zastupnik u Hrvatskom saboru i umirovljeni general HVO-a.

## Životopis
Bio je jednim od osnivača HDZ-a i predsjednik HDZ-a Žepča od 1990. godine. Za rata u Bosni i Hercegovini zapovijedao je 111. XP brigadom koja je obranila Hrvate Žepča, Zavidovića i Maglaja od velikosrpske agresije te kasnije od napada raznih bošnjačkih snaga (Armija RBiH, MOS, Zelene beretke, Sedma muslimanska). Bio je prvim zapovjednikom. Za to je dobio čin generala HVO-a.
Nakon rata obnašao je više visokih političkih dužnosti. Prvo je bio dopredsjednikom HDZ-a BiH, zatim je bio zamjenikom ministra obrane HR HB, bio je članom Predsjedničkog vijeća HR HB, zamjenikom ministra obrane Federacije BiH, zamjenik predsjedavajućega Skupštine BiH. Jedan mandat je proveo u Hrvatskom saboru, u Republici Hrvatskoj kao zastupnik za dijasporu, od 1999. do 2003. godine, a dva je mandata bio zastupnikom u Parlamentarnoj skupštini BiH.
1998. je godine napustio HDZ BiH te je postao predsjednikom Nove hrvatske inicijative. Kad je osnovan HDZ 1990, u toj je stranci obnašao dužnosti u odjelu za braniteljsku populaciju. 
U ime BiH bio je članom europske parlamentarne skupštine. Od 25. lipnja 2001. do 22. travnja 2002. godine kao posebni gost, od 22. travnja 2002. do 27. siječnja 2003. godine kao zastupnik, a od 31. ožujka 2003. do 22. siječnja 2007. kao zamjenik. Za svoj je rad dobio mnoštvo odličja.
Vraćajući se u noći od 16. na 17. studenoga 2007. godine kući zajedno s hrvatskim dužnosnikom Antom Jozićem Čovom, poginuo je na magistralnoj cesti M17.
Pokopan je 18. studenoga 2007. na mjesnom groblju u Novom Šeheru.